# Giải vô địch bóng rổ thế giới 2023 (vòng cuối cùng)

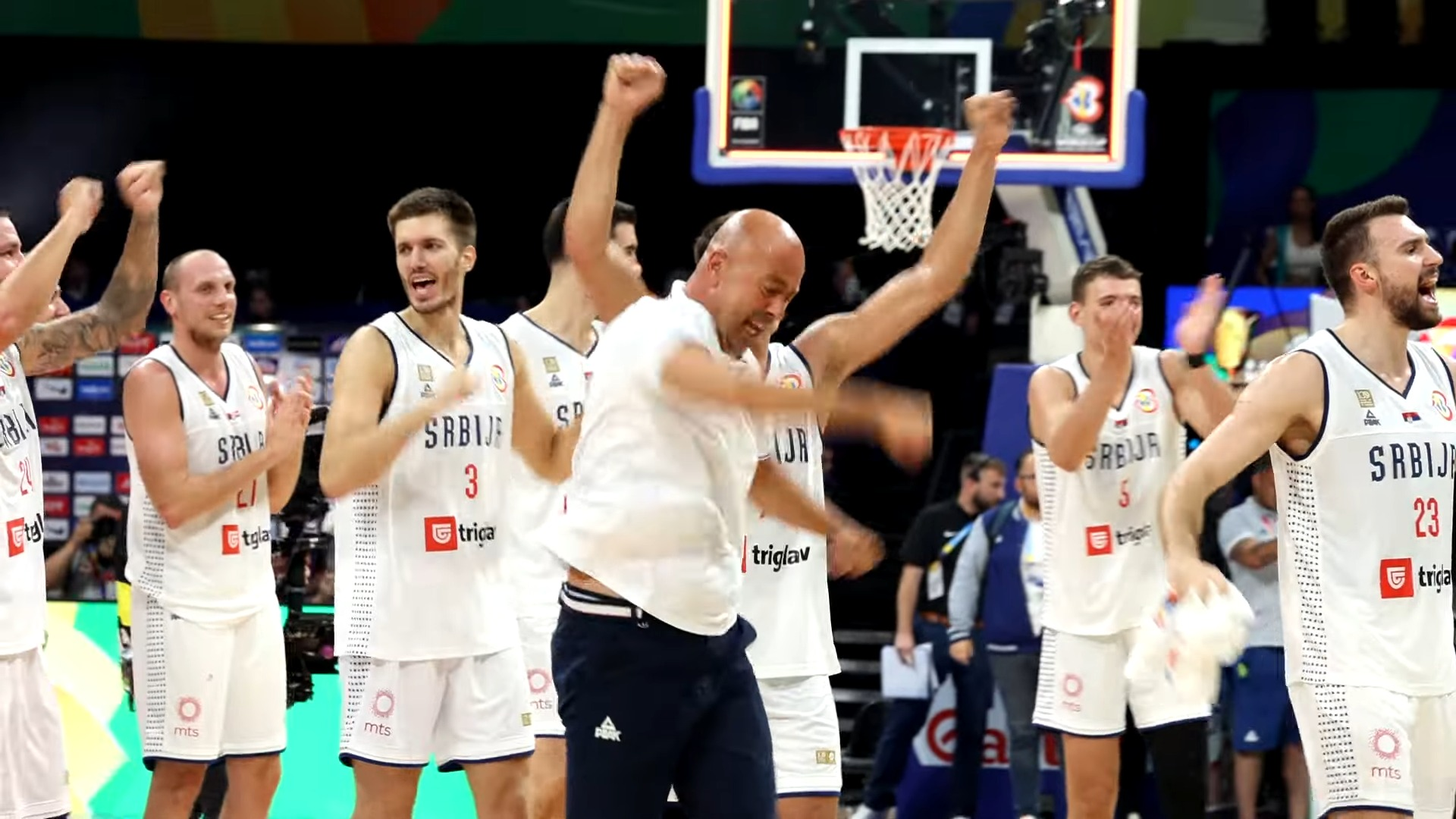
Màn ăn mừng của đội tuyển quốc gia Serbia trong trận thắng trước Canada ở trận bán kết.

Vòng cuối cùng cũng chính là vòng đấu loại trực tiếp của Giải vô địch bóng rổ thế giới 2023, bao gồm 2 đội đứng đầu các bảng I, J, K, L. Giai đoạn này sẽ thi đấu với hình thức đấu loại trực tiếp, với tất cả các trận đấu sẽ được tổ chức tại SM Mall of Asia Arena, Pasay, Philippines. Các đội thua ở tứ kết sẽ gặp nhau tại các trận đấu phân hạng để xác định các đội đứng từ vị trí thứ 5 đến thứ 8.

## Các đội vượt qua vòng 2
| Bảng đấu | Nhất bảng | Nhì bảng |
| -------- | --------- | -------- |
| I        | Ý         | Serbia   |
| J        | Litva     | Hoa Kỳ   |
| K        | Đức       | Slovenia |
| L        | Canada    | Latvia   |

## Sơ đồ thi đấu
|  | Tứ kết      | Tứ kết    |            |     | Bán kết       | Bán kết       |  |  | Chung kết | Chung kết |
|  |             |           |            |     |               |               |  |  |           |           |
|  | 5 tháng 9   |           |            |     |               |               |  |  |           |           |
|  |             |           |            |     |               |               |  |  |           |           |
|  | Ý           | 63        |            |     |               |               |  |  |           |           |
|  | Ý           | 63        | 8 tháng 9  |     |               |               |  |  |           |           |
|  | Hoa Kỳ      | 100       |            |     |               |               |  |  |           |           |
|  | Hoa Kỳ      | 100       | Hoa Kỳ     | 111 |               |               |  |  |           |           |
|  | 6 tháng 9   |           | Hoa Kỳ     | 111 |               |               |  |  |           |           |
|  |             | Đức       | 113        |     |               |               |  |  |           |           |
|  | Đức         | Đức       | 113        | 81  |               |               |  |  |           |           |
|  | Đức         |           | 10 tháng 9 | 81  |               |               |  |  |           |           |
|  | Latvia      | 79        |            |     |               |               |  |  |           |           |
|  | Latvia      | 79        | Đức        | 83  |               |               |  |  |           |           |
|  | 5 tháng 9   |           | Đức        | 83  |               |               |  |  |           |           |
|  |             | Serbia    | 76         |     |               |               |  |  |           |           |
|  | Litva       | Serbia    | 76         | 68  |               |               |  |  |           |           |
|  | Litva       | 8 tháng 9 |            | 68  |               |               |  |  |           |           |
|  | Serbia      | 87        |            |     |               |               |  |  |           |           |
|  | Serbia      | 87        | Serbia     | 95  |               |               |  |  |           |           |
|  | 6 tháng 9   |           | Serbia     | 95  |               |               |  |  |           |           |
|  |             | Canada    | 86         |     | Tranh hạng ba | Tranh hạng ba |  |  |           |           |
|  | Canada      | Canada    | 86         | 100 | Tranh hạng ba | Tranh hạng ba |  |  |           |           |
|  | Canada      |           | 10 tháng 9 | 100 |               |               |  |  |           |           |
|  | Slovenia    | 89        |            |     |               |               |  |  |           |           |
|  | Slovenia    | 89        | Hoa Kỳ     | 118 |               |               |  |  |           |           |
|  |             |           |            |     |               |               |  |  |           |           |
|  | Canada (OT) | 127       |            |     |               |               |  |  |           |           |
|  | Canada (OT) | 127       |            |     |               |               |  |  |           |           |

### Phân hạng 5–8
|  | Phân hạng 5–8 | Phân hạng 5–8 |              |     | Tranh hạng 5 | Tranh hạng 5 |
|  |               |               |              |     |              |              |
|  | 7 tháng 9     |               |              |     |              |              |
|  |               |               |              |     |              |              |
|  | Ý             | 82            |              |     |              |              |
|  | Ý             | 82            | 9 tháng 9    |     |              |              |
|  | Latvia        | 87            |              |     |              |              |
|  | Latvia        | 87            | Latvia       | 98  |              |              |
|  | 7 tháng 9     |               | Latvia       | 98  |              |              |
|  |               | Litva         | 63           |     |              |              |
|  | Litva         | Litva         | 63           | 100 |              |              |
|  | Litva         |               |              | 100 |              |              |
|  | Slovenia      | 84            |              |     |              |              |
|  | Slovenia      | 84            | Tranh hạng 7 |     |              |              |
|  |               |               |              |     |              |              |
|  | 9 tháng 9     |               |              |     |              |              |
|  |               |               |              |     |              |              |
|  | Ý             | 85            |              |     |              |              |
|  | Ý             | 85            |              |     |              |              |
|  | Slovenia      | 89            |              |     |              |              |

Tất cả các trận đấu được diễn ra theo (UTC+8).

## Tứ kết

### Ý vs Hoa Kỳ
| 5 tháng 9 năm 2023 20:40 | Chi tiết | Ý                                                               | 63–100 | Hoa Kỳ                                                                      |  | SM Mall of Asia Arena, Pasay Số khán giả: 9,764 Trọng tài: Julio Anaya (Panama), Ademir Zurapović (Bosna và Hercegovina), Juan Fernández (Argentina) |
| 5 tháng 9 năm 2023 20:40 | Chi tiết | Điểm mỗi set: 14–24, 10–22, 20–37, 19–17                        |        |                                                                             |  | SM Mall of Asia Arena, Pasay Số khán giả: 9,764 Trọng tài: Julio Anaya (Panama), Ademir Zurapović (Bosna và Hercegovina), Juan Fernández (Argentina) |
| 5 tháng 9 năm 2023 20:40 | Chi tiết | Điểm: Fontecchio 18 Chụp bóng bật bảng: Melli 9 Hỗ trợ: Tonut 5 |        | Điểm: Bridges 24 Chụp bóng bật bảng: Bridges, Portis 7 Hỗ trợ: Haliburton 5 |  | SM Mall of Asia Arena, Pasay Số khán giả: 9,764 Trọng tài: Julio Anaya (Panama), Ademir Zurapović (Bosna và Hercegovina), Juan Fernández (Argentina) |

### Litva vs Serbia
| 5 tháng 9 năm 2023 16:45 | Chi tiết | Litva                                                                       | 68–87 | Serbia                                                               |  | SM Mall of Asia Arena, Pasay Số khán giả: 6,223 Trọng tài: Omar Bermúdez (México), Mārtiņš Kozlovskis (Latvia), Johnny Batista (Puerto Rico) |
| 5 tháng 9 năm 2023 16:45 | Chi tiết | Điểm mỗi set: 25–24, 13–25, 17–24, 13–14                                    |       |                                                                      |  | SM Mall of Asia Arena, Pasay Số khán giả: 6,223 Trọng tài: Omar Bermúdez (México), Mārtiņš Kozlovskis (Latvia), Johnny Batista (Puerto Rico) |
| 5 tháng 9 năm 2023 16:45 | Chi tiết | Điểm: Sedekerskis 14 Chụp bóng bật bảng: Sedekerskis 9 Hỗ trợ: Jokubaitis 9 |       | Điểm: Bogdanović 21 Chụp bóng bật bảng: Petrušev 6 Hỗ trợ: Gudurić 6 |  | SM Mall of Asia Arena, Pasay Số khán giả: 6,223 Trọng tài: Omar Bermúdez (México), Mārtiņš Kozlovskis (Latvia), Johnny Batista (Puerto Rico) |

### Đức vs Latvia
| 6 tháng 9 năm 2023 16:45 | Chi tiết | Đức                                                                          | 81–79 | Latvia                                                         |  | SM Mall of Asia Arena, Pasay Số khán giả: 7,584 Trọng tài: Antonio Conde (Tây Ban Nha), Yohan Rosso (Pháp), Martin Vulić (Croatia) |
| 6 tháng 9 năm 2023 16:45 | Chi tiết | Điểm mỗi set: 13–16, 23–18, 26–25, 19–20                                     |       |                                                                |  | SM Mall of Asia Arena, Pasay Số khán giả: 7,584 Trọng tài: Antonio Conde (Tây Ban Nha), Yohan Rosso (Pháp), Martin Vulić (Croatia) |
| 6 tháng 9 năm 2023 16:45 | Chi tiết | Điểm: F. Wagner 16 Chụp bóng bật bảng: Theis, F. Wagner 8 Hỗ trợ: Schröder 4 |       | Điểm: Žagars 24 Chụp bóng bật bảng: Kurucs 10 Hỗ trợ: Žagars 8 |  | SM Mall of Asia Arena, Pasay Số khán giả: 7,584 Trọng tài: Antonio Conde (Tây Ban Nha), Yohan Rosso (Pháp), Martin Vulić (Croatia) |

### Canada vs Slovenia
| 6 tháng 9 năm 2023 20:40 | Chi tiết | Canada | 100–89 | Slovenia                                                     |  | SM Mall of Asia Arena, Pasay Số khán giả: 11,710 Trọng tài: Roberto Vázquez (Puerto Rico), Manuel Mazzoni (Ý), Gatis Saliņš (Latvia) |
| 6 tháng 9 năm 2023 20:40 | Chi tiết | Điểm mỗi set: 26–24, 24–26, 30–21, 20–18                                                                   |        |                                                              |  | SM Mall of Asia Arena, Pasay Số khán giả: 11,710 Trọng tài: Roberto Vázquez (Puerto Rico), Manuel Mazzoni (Ý), Gatis Saliņš (Latvia) |
| 6 tháng 9 năm 2023 20:40 | Chi tiết | Điểm: Gilgeous-Alexander 31 Chụp bóng bật bảng: Gilgeous-Alexander 10 Hỗ trợ: Gilgeous-Alexander, Olynyk 4 |        | Điểm: Dončić 26 Chụp bóng bật bảng: Tobey 6 Hỗ trợ: Dončić 5 |  | SM Mall of Asia Arena, Pasay Số khán giả: 11,710 Trọng tài: Roberto Vázquez (Puerto Rico), Manuel Mazzoni (Ý), Gatis Saliņš (Latvia) |

## Phân hạng 5–8

### Ý vs Latvia
| 7 tháng 9 năm 2023 16:45 | Chi tiết | Ý                                                            | 82–87 | Latvia                                                           |  | SM Mall of Asia Arena, Pasay Số khán giả: 4,579 Trọng tài: Ademir Zurapović (Bosna và Hercegovina), Takaki Kato (Nhật Bản), Blanca Burns (Hoa Kỳ) |
| 7 tháng 9 năm 2023 16:45 | Chi tiết | Điểm mỗi set: 26–18, 16–28, 18–21, 22–20                     |       |                                                                  |  | SM Mall of Asia Arena, Pasay Số khán giả: 4,579 Trọng tài: Ademir Zurapović (Bosna và Hercegovina), Takaki Kato (Nhật Bản), Blanca Burns (Hoa Kỳ) |
| 7 tháng 9 năm 2023 16:45 | Chi tiết | Điểm: Datome 20 Chụp bóng bật bảng: Melli 9 Hỗ trợ: Spissu 7 |       | Điểm: Gražulis 28 Chụp bóng bật bảng: Gražulis 6 Hỗ trợ: Šķēle 9 |  | SM Mall of Asia Arena, Pasay Số khán giả: 4,579 Trọng tài: Ademir Zurapović (Bosna và Hercegovina), Takaki Kato (Nhật Bản), Blanca Burns (Hoa Kỳ) |

### Litva vs Slovenia
| 7 tháng 9 năm 2023 20:30 | Chi tiết | Litva                                                                           | 100–84 | Slovenia                                                     |  | SM Mall of Asia Arena, Pasay Số khán giả: 11,003 Trọng tài: Matthew Kallio (Canada), Omar Bermúdez (México), Johnny Batista (Puerto Rico) |
| 7 tháng 9 năm 2023 20:30 | Chi tiết | Điểm mỗi set: 33–21, 20–22, 22–20, 25–21                                        |        |                                                              |  | SM Mall of Asia Arena, Pasay Số khán giả: 11,003 Trọng tài: Matthew Kallio (Canada), Omar Bermúdez (México), Johnny Batista (Puerto Rico) |
| 7 tháng 9 năm 2023 20:30 | Chi tiết | Điểm: Valančiūnas 24 Chụp bóng bật bảng: Valančiūnas 12 Hỗ trợ: Kariniauskas 10 |        | Điểm: Dončić 29 Chụp bóng bật bảng: Tobey 9 Hỗ trợ: Dragić 3 |  | SM Mall of Asia Arena, Pasay Số khán giả: 11,003 Trọng tài: Matthew Kallio (Canada), Omar Bermúdez (México), Johnny Batista (Puerto Rico) |

## Bán kết

### Hoa Kỳ vs Đức
| 8 tháng 9 năm 2023 20:40 | Chi tiết | Hoa Kỳ                                                              | 111–113 | Đức                                                                     |  | SM Mall of Asia Arena, Pasay Số khán giả: 11,011 Trọng tài: Antonio Conde (Tây Ban Nha), Boris Krejič (Slovenia), Gatis Saliņš (Latvia) |
| 8 tháng 9 năm 2023 20:40 | Chi tiết | Điểm mỗi set: 31–33, 29–26, 24–35, 27–19                            |         |                                                                         |  | SM Mall of Asia Arena, Pasay Số khán giả: 11,011 Trọng tài: Antonio Conde (Tây Ban Nha), Boris Krejič (Slovenia), Gatis Saliņš (Latvia) |
| 8 tháng 9 năm 2023 20:40 | Chi tiết | Điểm: Edwards 23 Chụp bóng bật bảng: Edwards 8 Hỗ trợ: Haliburton 8 |         | Điểm: Obst 24 Chụp bóng bật bảng: Theis, Voigtmann 7 Hỗ trợ: Schröder 9 |  | SM Mall of Asia Arena, Pasay Số khán giả: 11,011 Trọng tài: Antonio Conde (Tây Ban Nha), Boris Krejič (Slovenia), Gatis Saliņš (Latvia) |

### Serbia vs Canada
| 8 tháng 9 năm 2023 16:45 | Chi tiết | Serbia                                                                  | 95–86 | Canada                                                                        |  | SM Mall of Asia Arena, Pasay Số khán giả: 8,630 Trọng tài: Yohan Rosso (Pháp), Julio Anaya (Panama), Manuel Mazzoni (Ý) |
| 8 tháng 9 năm 2023 16:45 | Chi tiết | Điểm mỗi set: 23–15, 29–24, 23–24, 20–23                                |       |                                                                               |  | SM Mall of Asia Arena, Pasay Số khán giả: 8,630 Trọng tài: Yohan Rosso (Pháp), Julio Anaya (Panama), Manuel Mazzoni (Ý) |
| 8 tháng 9 năm 2023 16:45 | Chi tiết | Điểm: Bogdanović 23 Chụp bóng bật bảng: Milutinov 10 Hỗ trợ: S. Jović 5 |       | Điểm: Barrett 23 Chụp bóng bật bảng: 5 cầu thủ 3 Hỗ trợ: Gilgeous-Alexander 9 |  | SM Mall of Asia Arena, Pasay Số khán giả: 8,630 Trọng tài: Yohan Rosso (Pháp), Julio Anaya (Panama), Manuel Mazzoni (Ý) |

## Tranh hạng 7
| 9 tháng 9 năm 2023 16:45 | Chi tiết | Ý                                                              | 85–89 | Slovenia                                                       |  | SM Mall of Asia Arena, Pasay Số khán giả: 10,075 Trọng tài: Ademir Zurapović (Bosna và Hercegovina), Mārtiņš Kozlovskis (Latvia), Martin Vulić (Croatia) |
| 9 tháng 9 năm 2023 16:45 | Chi tiết | Điểm mỗi set: 18–15, 23–27, 19–28, 25–19                       |       |                                                                |  | SM Mall of Asia Arena, Pasay Số khán giả: 10,075 Trọng tài: Ademir Zurapović (Bosna và Hercegovina), Mārtiņš Kozlovskis (Latvia), Martin Vulić (Croatia) |
| 9 tháng 9 năm 2023 16:45 | Chi tiết | Điểm: Spissu 22 Chụp bóng bật bảng: Polonara 7 Hỗ trợ: Melli 5 |       | Điểm: Dončić 29 Chụp bóng bật bảng: Dončić 10 Hỗ trợ: Dončić 8 |  | SM Mall of Asia Arena, Pasay Số khán giả: 10,075 Trọng tài: Ademir Zurapović (Bosna và Hercegovina), Mārtiņš Kozlovskis (Latvia), Martin Vulić (Croatia) |

## Tranh hạng 5
| 9 tháng 9 năm 2023 20:30 | Chi tiết | Latvia                                                               | 98–63 | Litva                                                                       |  | SM Mall of Asia Arena, Pasay Số khán giả: 9,440 Trọng tài: Manuel Mazzoni (Ý), Blanca Burns (Hoa Kỳ), Johnny Batista (Puerto Rico) |
| 9 tháng 9 năm 2023 20:30 | Chi tiết | Điểm mỗi set: 28–20, 21–18, 28–9, 21–16                              |       |                                                                             |  | SM Mall of Asia Arena, Pasay Số khán giả: 9,440 Trọng tài: Manuel Mazzoni (Ý), Blanca Burns (Hoa Kỳ), Johnny Batista (Puerto Rico) |
| 9 tháng 9 năm 2023 20:30 | Chi tiết | Điểm: A. Kurucs 20 Chụp bóng bật bảng: 4 cầu thủ 6 Hỗ trợ: Žagars 17 |       | Điểm: Jokubaitis 16 Chụp bóng bật bảng: Sedekerskis 10 Hỗ trợ: Brazdeikis 3 |  | SM Mall of Asia Arena, Pasay Số khán giả: 9,440 Trọng tài: Manuel Mazzoni (Ý), Blanca Burns (Hoa Kỳ), Johnny Batista (Puerto Rico) |

## Tranh hạng 3
| 10 tháng 9 năm 2023 16:45 | Chi tiết | Hoa Kỳ                                                             | 118–127 | Canada                                                                              | OT | SM Mall of Asia Arena, Pasay Số khán giả: 10,666 Trọng tài: Yohan Rosso (Pháp), Julio Anaya (Panama), Takaki Kato (Nhật Bản) |
| 10 tháng 9 năm 2023 16:45 | Chi tiết | Điểm mỗi set: 25–34, 31–24, 26–33, 29–20, OT: 7–16                 |         |                                                                                     | OT | SM Mall of Asia Arena, Pasay Số khán giả: 10,666 Trọng tài: Yohan Rosso (Pháp), Julio Anaya (Panama), Takaki Kato (Nhật Bản) |
| 10 tháng 9 năm 2023 16:45 | Chi tiết | Điểm: Edwards 24 Chụp bóng bật bảng: 3 cầu thủ 5 Hỗ trợ: Bridges 9 |         | Điểm: Brooks 39 Chụp bóng bật bảng: Barrett, Powell 7 Hỗ trợ: Gilgeous-Alexander 12 | OT | SM Mall of Asia Arena, Pasay Số khán giả: 10,666 Trọng tài: Yohan Rosso (Pháp), Julio Anaya (Panama), Takaki Kato (Nhật Bản) |

## Chung kết
| 10 tháng 9 năm 2023 20:30 | Chi tiết | Đức                                                                   | 83–77 | Serbia                                            |  | SM Mall of Asia Arena, Pasay Số khán giả: 12,022 Trọng tài: Roberto Vázquez (Puerto Rico), Omar Bermúdez (México), Gatis Saliņš (Latvia) |
| 10 tháng 9 năm 2023 20:30 | Chi tiết | Điểm mỗi set: 23–26, 24–21, 22–10, 14–20                              |       |                                                   |  | SM Mall of Asia Arena, Pasay Số khán giả: 12,022 Trọng tài: Roberto Vázquez (Puerto Rico), Omar Bermúdez (México), Gatis Saliņš (Latvia) |
| 10 tháng 9 năm 2023 20:30 | Chi tiết | Điểm: Schröder 28 Chụp bóng bật bảng: Voigtmann 8 Hỗ trợ: Voigtmann 3 |       | Điểm: Avramović 21 Chụp bóng bật bảng: N. Jović 8 |  | SM Mall of Asia Arena, Pasay Số khán giả: 12,022 Trọng tài: Roberto Vázquez (Puerto Rico), Omar Bermúdez (México), Gatis Saliņš (Latvia) |